# Dirección Nacional de Aduanas
Dirección Nacional de Aduanas – budynek w Montevideo zajmowany przez Narodową Dyrekcję Celną o tej samej nazwie, od 1975 roku zaklasyfikowany jako zabytek.
Został zbudowany po ogłoszonym w 1923 roku konkursie architektonicznym. Leży w dzielnicy Ciudad Viejo przy alei Rambla de Montevideo. Architektem był Jorge Herrán.